# Donaldson v. Beckett
Donaldson v Beckett es un caso judicial cuyo fallo fue emitido en Inglaterra en el año 1774. El caso fue central en la construcción del actual sistema de copyright al denegar la posibilidad de una extensión perpetua del derecho y sostener que el monopolio de copia sobre una obra literaria es una ley estatutaria con una duración limitada. Este caso constituye formalmente el nacimiento del dominio público en Inglaterra. 

## Los hechos

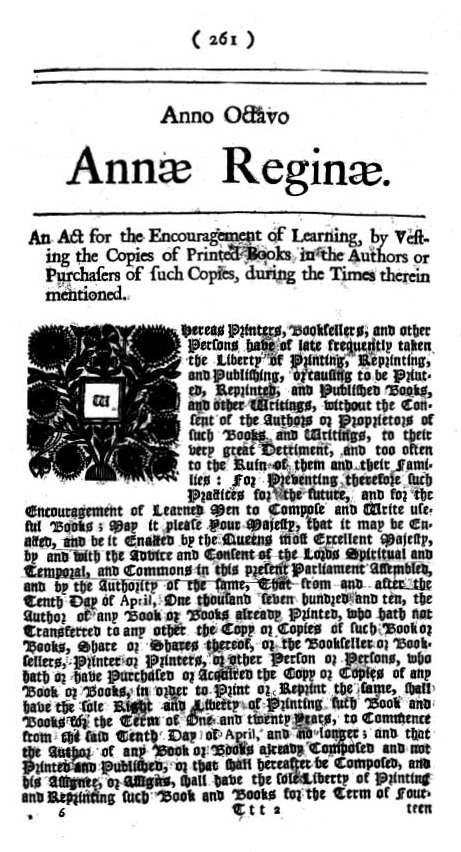
El Estatuto de la Reina Ana entró en vigencia en 1710

El Estatuto de la Reina Ana, aprobado por el parlamento inglés en 1710, fue la primera norma sobre copyright de la historia. Esta ley establecía que todas las obras publicadas recibirían un plazo de copyright de 14 años, renovable por una vez si el autor se mantenía con vida (o, sea, un máximo de 28 años de monopolio). Mientras que todas las obras publicadas antes de 1710 recibirían un plazo único de 21 años a contar de esa fecha. Sin embargo, el dominio público en el derecho anglosajón sólo nació en 1774, tras el caso Donaldson v. Beckett en que se discutió la existencia del copyright a perpetuidad (la Cámara de los Lores resolvió 22 votos a 11 en contra de esa idea).
El caso Donaldson v. Beckett comenzó por un litigio sobre el poema Seasons de James Thomson y fue en definitiva, la apelación de un fallo previo, Millar v. Taylor (1769), en relación con una supuesta violación de copyright por parte de Robert Taylor, el librero Andrew Millar reclamó, sobre la base de un alegado derecho natural y amparado según su argumento por la common law, que el derecho de propiedad sobre la obra era perpetuo. En un fallo dividido con tres votos a favor, la Corte del Rey otorgó la razón a Millar.
Un lustro más tarde, el mismo poema fue el causante del pleito Donaldson V. Beckett. Donaldson era un librero escocés que había construido un próspero negocio con la venta de ediciones económicas de libros clásicos. Beckett reclamó la propiedad de los derechos monopólicos sobre esa obra, argumentando que los derechos de propiedad literaria eran parte del common law y no un derecho estatutario, por lo que llevó a Donaldson a los estrados judiciales.

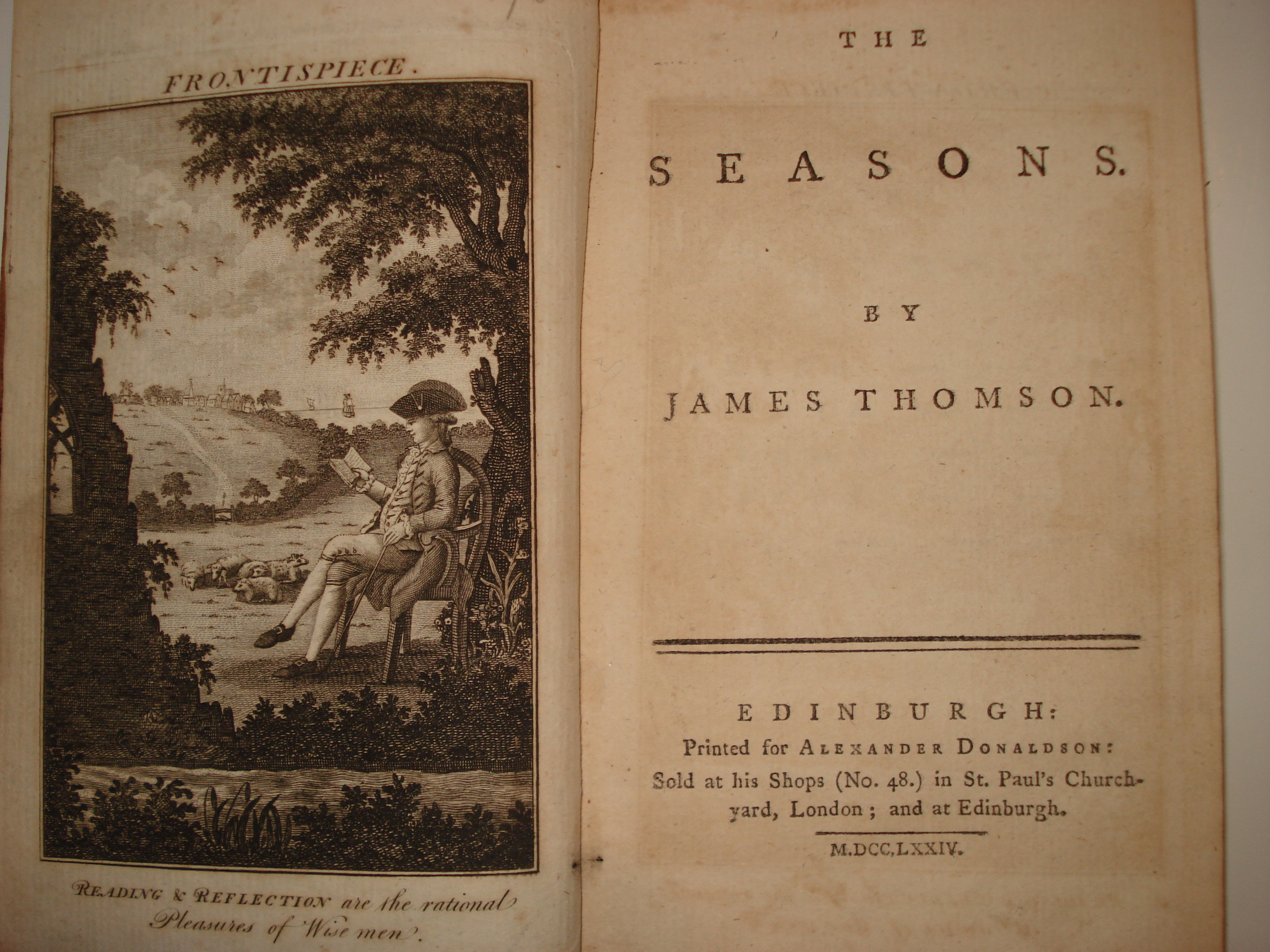
Imagen de la portada original del poema The Seasons de James Thomson en la edición de Alexander Donaldson en 1774

Como última instancia de apelación, el caso llegó a la Cámara de los Lores, que en febrero de 1774 pronunció una resolución central en la historia del derecho de autor: le dio la razón a Donaldson y declaró que el copyright es un derecho estatutario, y por tanto, las partes debían acogerse a la norma vigente, el estatuto de la Reina Ana. El poema estaba entonces, efectivamente en el dominio público.

En 1834, la Corte Suprema de Justicia de los Estados Unidos siguió el mismo razonamiento de la Cámara de los Lores británicos en este caso, al rechazar, en el caso Wheaton v. Peters, un recurso que solicitaba monopolio perpetuo sobre una obra, al interpretar que el copyright es un derecho estatutario, tal como existe hasta el momento.

## Argumentos
Una de las voces que se destacó en el debate fue la de Lord Camden, quien ofreció un discurso largo y apasionado en contra de los derechos a perpetuidad. 

La gloria es la recompensa de la ciencia.
 Lord Camden en su argumentación contra los monopolios a perpetuidad

Las ideas fuerza de la argumentación de Lord Camden giraban en torno a las consecuencias de los derechos a perpetuidad, al explicar que todo el aprendizaje y la educación estaría cercado en las manos de los que tuvieran los derechos sobre las obras.  Serían estos pequeños grupos de libreros, y no los autores, los beneficiarios de estos monopolios, que les permitirían fijar los precios que deseen según su propia avaricia.  El público se volvería esclavo de estos grupos que libreros que controlarían el comercio y la publicación, indicaban los argumentos de Lord Camden.

## Consecuencias
El fallo favorable a Donaldson en 1774 tuvo notables consecuencias, tanto en el corto como en el largo plazo.  En el largo plazo, sentó las bases de la futura ley de copyright y marcó la formalización del dominio público. 
En el corto plazo, una de las consecuencias inmediatas de la cancelación de los derechos perpetuos sobre las obras fue la legitimación de empresas de reimpresión como la del propio Donaldson.  En los años siguientes tras el fallo Donaldson v. Beckett, se registró una enorme cantidad de publicaciones y ediciones económicas de obras clásicas de numerosos autores, en lo que contribuyó a un desarrollo enorme del público lector.
Sin embargo, el fallo no logró doblegar la idea de que los autores son de algún modo propietarios de sus obras ni desacreditar el concepto de que existe algún tipo propiedad sobre los trabajos literarios, argumentos que reaparecerían una y otra vez en el debate sobre el derecho de autor y el monopolio de copia. En particular, las declaraciones de Lord Camdem sobre la gloria como principal motivación para la creación literaria fue rechazada en múltiples oportunidades.